# Esquerda Galega
Esquerda Galega (en castellano Izquierda Gallega) fue un partido político nacionalista gallego de izquierdas.
Fue fundado en diciembre de 1980 al refundarse el Partido Obreiro Galego, integrando la mayoría de los militantes del autodisuelto Partido dos Traballadores de Galicia y a militantes procedentes del BNPG, Partido Socialista Galego, Partido Comunista de Galicia y Movemento Comunista de Galicia. Celebra su I Congreso en marzo de 1981, en el que acepta el marco constitucional y autonómico para la consecución de la autodeterminación de Galicia.
En las elecciones autonómicas de 1981 obtiene 33.497 votos (3'32%) y un escaño para su líder, Camilo Nogueira Román, que consiguió gran protagonismo en su actuación en el Parlamento de Galicia, aunque el partido sufre un fuerte revés en las elecciones generales de 1982 con sólo 22.310 votos (1'72%). 
En 1984 se fusiona con el Partido Socialista Galego formando el PSG-EG.
- Datos: Q3327440